# 5364 Christophschäfer
5364 Christophschäfer eller 1980 RC1 är en asteroid i huvudbältet som upptäcktes den 2 september 1980 av den tjeckiske astronomen Zdeňka Vávrová vid Kleť-observatoriet. Den är uppkallad efter Christoph Schäfer.
Asteroiden har en diameter på ungefär 12 kilometer.